# A Casa
Pour plus de détails, voir Fiche technique et Distribution.
A Casa est un film lituanien réalisé par Šarūnas Bartas, sorti en 1997.

## Synopsis
Ma maison, déclare le réalisateur, je ne sais pas exactement où elle se trouve dans le monde. Tout ce que je sais c'est qu'elle est à moi. Beaucoup de gens ont habité ma maison. Certains ne font que passer, d'autres restent. Certains y sont encore. J'aimerais savoir combien de personnes vivent encore chez moi et qui elles sont...

## Fiche technique
- Titre : A Casa
- Titre anglais : The House
- Réalisation : Šarūnas Bartas
- Scénario : Šarūnas Bartas, Yekaterina Golubeva
- Photographie : Šarūnas Bartas, Rimvydas Leipus
- Montage : Mingilié Murmulaitiné
- Production : Paulo Branco
- Société de production : Gémini Films, Madragoa Filmes
- Pays d'origine :  Lituanie,  France,  Portugal
- Format : couleur — 35 mm
- Genre : drame
- Durée : 120 minutes
- Date de sortie : 1997

## Distribution
- Valeria Bruni Tedeschi
- Leos Carax
- Micaela Cardoso
- Oksana Chernych
- Alex Descas
- Egle Kuckaite
- Jean-Louis Loca
- Viktorija Nareiko
- Francisco Nascimento
- Eugenia Sulgaite
- Leonardas Zelcius

## Distinctions

### Nominations
- Festival de Cannes 1997 : sélection officielle « Un certain regard »